# イラク原子炉爆撃事件

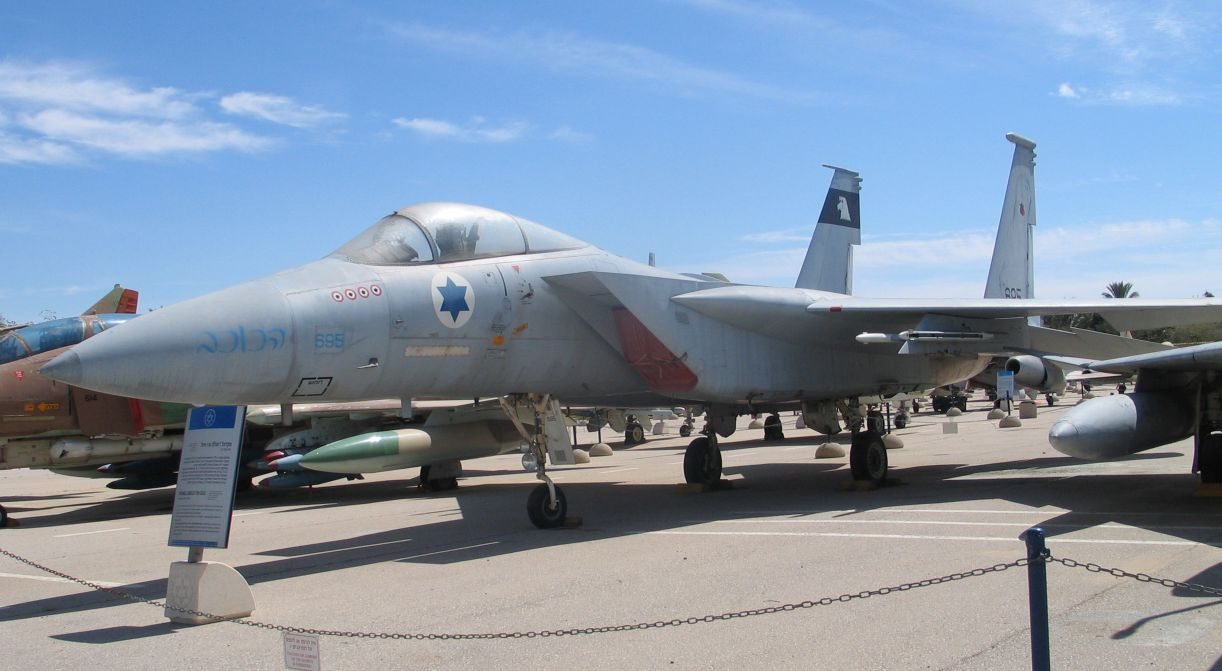
イスラエル空軍のF-15A "Baz" 戦闘機

イラク原子炉爆撃事件（イラクげんしろばくげきじけん）は、1981年6月7日、イスラエル空軍機がイラク・タムーズに建設中だった原子力発電所を空爆・破壊した武力行使事件。イスラエル空軍側の作戦名はオペラ作戦（別名バビロン作戦）。
これはイラクが核兵器を持つ危険性があるとして、イスラエルが「先制的自衛」目的を理由にイラクに先制攻撃を行ったものである。この攻撃に対して国際連合安全保障理事会決議487がなされ、イスラエルは非難された。

## イラクの核開発
イラクのフセイン政権は、産油国でエネルギー資源に不安がないイラクが原子力開発を行う理由として、将来の石油資源枯渇を見据えたものだと主張していたが、イスラエルへの対抗目的で核武装を目指しているのではないかと疑われていた。イスラエルが既に核兵器を保有しているという情報は、PLOからイラク政府にもたらされており、この情報がきっかけとなってイラクは核兵器開発に着手した。
イラクはソ連から1960年代始めに5MWクラスの原子炉を導入していたが、この原子炉はフセイン大統領が望んだ兵器級プルトニウムの製造能力を持たなかった。またソ連は、不要な機材を含めたトン当たり方式の金額算定や、専門知識を持たず作業も行わない人員を含めた給料の請求、原子炉運用に必要なメンテナンスは行わないといった、技術を持たない衛星国相手の不誠実な取引を行った。この時期のイラク原子力エネルギー機構の具体的な仕事と言えるものは、フセインの食事に使用される食材の毒味であったという。イラクは1970年代から独自に核技術を研究していたが、原子炉を自力で建設することはできず、フランスから技術供与を受けて7万キロワットの原子力発電所の建設に着手した。
この原子炉（オシリス級原子炉、フランスはオシリスとイラクを合成した「オシラク」の名で呼び、イラクはバアス党が政権を奪取した月の名である「タムーズ1」と呼んだ）は1982年7月稼動予定であり、イスラエルは強い危機感を抱いた。
アメリカの民間情報機関STRATFORは、2007年にウラン燃料の原子炉は「兵器利用のためのプルトニウムを生産しようとしていると考えられていた」と記している一方、 1982年12月に部分的に破損した原子炉を視察したハーバード大学の物理学教授であるリチャード・ウィルソンは、2003年の講演で「オシラクを使って（核兵器のための）十分なプルトニウムを集めるには何年もではなく、何十年もかかっただろう」と述べた。

## イスラエルによる妨害
まずイスラエルは外交手段による解決を試み、フランス政府に技術供与を取りやめるよう要請したが、当時のフランス大統領ジスカールデスタンは、平和利用のための技術供与だとしてこれを断った。
外交による解決が不首尾に終わると、イスラエルはモサドとイスラエル国防軍の情報機関アマーンを使い、以下のような妨害工作を行ったとされる。
- 1979年4月、フランスのラ・セーヌ＝シュル＝メール港の倉庫に保管されていた、イラク向け原子炉格納容器が爆破された（犯行声明はフランスの過激派の名義だった）。
- 1980年6月、イラクの核開発の責任者がフランスのホテルで撲殺された。
- 1980年8月、原子炉開発の契約企業のローマ事務所と重役の私邸が爆破された（イスラム革命保障委員会から犯行声明があった）。
- イラクの核開発に関係するフランスとイタリアの科学者宛に、イラク差出の脅迫状が送付された。

これらの妨害工作にもかかわらず、原子力発電所の完成が近づいたため、イスラエルは国際法に抵触する危険のある武力攻撃を決意した。作戦上の障壁となったのは距離の問題で、当時のイスラエル空軍の主力戦闘攻撃機であったF-4Eでは航続距離が足りなかった。しかしイラン革命により発注がキャンセルされた最新鋭のF-16戦闘機をアメリカから購入できたことで、作戦が実行可能となった。

## オペラ作戦
1981年6月7日午後4時、2000ポンド（908kg）のMk-84爆弾を2発ずつ搭載したイスラエル空軍第110飛行隊、第117飛行隊所属のF-16戦闘機8機が、護衛の第133飛行隊所属のF-15戦闘機6機を伴いシナイ半島東部エツィオン空軍基地から飛び立った。同部隊はヨルダン及びサウジアラビアを領空侵犯してイラク領内に侵入した。この飛行ルートは、モサド諜報員の調査で判明していた対空砲と、レーダーの配置から割り出されたイラク側防空網の死角を利用したものであった。イスラエル空軍機は、午後5時30分前に原子炉付近に到達し、爆弾を投下した。使用されたのは誘導装置を備えない自由落下型の爆弾であった。投下された16発のうち1発は原子炉を直撃するものの不発弾で、また別の1発は隣接施設内に落下したが、14発が命中して原子炉は破壊された。この攻撃により警備していたイラク軍兵士10名とフランス人技術者1名が犠牲になった。イスラエルの戦闘機部隊はイラク空軍機の迎撃にあうことなく、往路と同じルートで全機が無事帰投した。
イラクは当初どこから攻撃を受けたか特定できず、交戦中のイランからの攻撃も疑っていた。翌日のイスラエル政府の声明により、事態が明らかとなった。イスラエル政府は、自国民の安全確保のための先制攻撃であり、原子炉稼動後に攻撃したのでは、死の灰を広い範囲に降らせる危険があったため急遽作戦を実行したと主張した。
イスラエルが国連安保理武力制裁決議といった正規の手続きを経ずにイラクを攻撃したことから、欧州の西側諸国を中心にイスラエルへの非難が起こったが、原子炉を製作していたイラクも非難された。

## その後

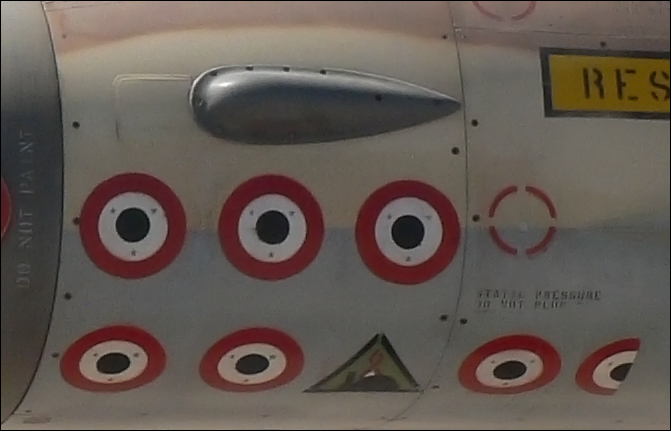
6.5機のシリア軍機の撃墜とイラクの原子炉を破壊したことを示すF-16のキルマーク

イスラエルは中東地域の核拡散を防ぐためだとしてこの攻撃を正当化していた。しかしイスラエルの元核技術者モルデハイ・ヴァヌヌの1986年の告発により、イスラエル自身が1960年代からフランスの技術支援を受けて核開発を行い、1981年時点で多くの核兵器を保有していたことが判明している。
この事件を題材にして作られたフィクションのスパイ小説として、イギリスのA・J・クィネルが1982年に出版した『スナップ・ショット』 （Snap Shot）がある。日本では1984年に出版され、NHK-FMでラジオドラマとして放送された。
新鋭機F-16のパイロットの一人に、経験豊富なパイロット、イラン・ラモーンがいた。のちに彼はイスラエル初の宇宙飛行士として2003年1月にスペースシャトル・コロンビアに乗り組むが、コロンビア号空中分解事故で殉職した。
この爆撃作戦はイスラエル国内では政権党リクードにプラスの方向で作用、3週間後の選挙でメナヘム・ベギン率いるリクードは大勝した。
イラクは1982年の爆撃一周年にイスラエルを非難する切手4種を発行した。そこでは平和利用目的の原子炉であったと主張していた。
オシラク原子炉の廃墟は爆撃当時のままその後も残っていたが、湾岸戦争でアメリカ空軍の攻撃を受けて完全破壊された。

## 関連書籍
- ダン・マッキノン「あの原子炉を叩け!」新潮社　ISBN 978-4102278017
- A・J・クィネル「スナップ・ショット」新潮文庫のち集英社文庫
- ロジャー・クレイア「イラク原子炉攻撃!　―イスラエル空軍秘密作戦の全貌」並木書房　ISBN 978-4890632152
- 「イスラエル空軍」朝日ソノラマ　ISBN 4257172533